# Nigel Mills (homme politique)
Pour les articles homonymes, voir Nigel Mills et Mills.
Nigel John Mills, né le 28 octobre 1974 est un homme politique du Parti conservateur britannique et ancien comptable agréé. Il est député d'Amber Valley dans le Derbyshire de 2010 à 2024. 

## Jeunesse et carrière
Mills est né à Jacksdale, Nottinghamshire, et fait ses études à la Loughborough Grammar school dans le Leicestershire. Il étudie ensuite les classiques à l'Université de Newcastle
Mills se qualifie en tant qu'Expert-comptable en 1999, travaillant pour PricewaterhouseCoopers jusqu'au début de 2010, puis chez Deloitte en tant que conseiller fiscal auprès des entreprises, spécialisé dans les prix de transfert.

## Carrière politique
Mills est élu pour la première fois en tant que conseiller conservateur du conseil d'arrondissement d'Amber Valley en 2004 lorsqu'il gagne dans les quartiers Horsley, Horsley Woodhouse et Shipley. Il est réélu en 2008, mais ne se représente pas en 2012 après être devenu député. Il est également conseiller municipal de Heanor et Loscoe.
Il est élu pour la première fois en tant que député pour Amber Valley dans le Derbyshire aux élections générales de 2010, quand il remporte le siège avec une majorité de 536 voix.
Pendant les vacances parlementaires de 2011, Mills se porte volontaire auprès du service volontaire outre-mer au Tadjikistan dans un stage conçu pour améliorer l'environnement des affaires et donc stimuler la création d'emplois pour les groupes les plus vulnérables économiquement et socialement dans le pays. En 2012, Mills se porte à nouveau volontaire au Tadjikistan auprès de VSO, conseillant le gouvernement sur la manière d'améliorer l'environnement des affaires pour attirer les investissements et créer des emplois.
En octobre 2011, Mills vote pour un référendum sur l'adhésion de la Grande-Bretagne à l'Union européenne. En août 2013, il vote contre la motion du gouvernement appelant à soutenir une éventuelle intervention britannique en Syrie. Il fait campagne pour Leave Means Leave, un groupe eurosceptique.
Il conserve son siège aux élections générales de 2015 et aux élections générales de 2017.
Aux élections générales de 2019, Mills augmente sa part des voix de plus de 7% et conserve Amber Valley avec une majorité de 16886 voix.
En novembre 2013, Mills partage le prix du Parlementaire de l'année du spectator avec 14 autres députés pour avoir voté contre une réglementation plus stricte de la presse, qui avait été proposée à la suite de développements tels que le scandale du piratage téléphonique de News International. Le groupe de 15 rebelles perd le vote, 531 députés ayant voté pour le projet de loi en question, leur vote étant motivé par la protection de la liberté de la presse ,.

## Vie privée
Mills est le partenaire de Gillian Shaw, la candidate conservatrice pour Amber Valley aux élections générales de 2001 et 2005 ; elle est décédée d'un cancer en 2006. Il épouse Alice Elizabeth Ward en septembre 2013 .
Il vit à Langley Mill dans le Derbyshire et à Londres.